# Joanna Cassidy

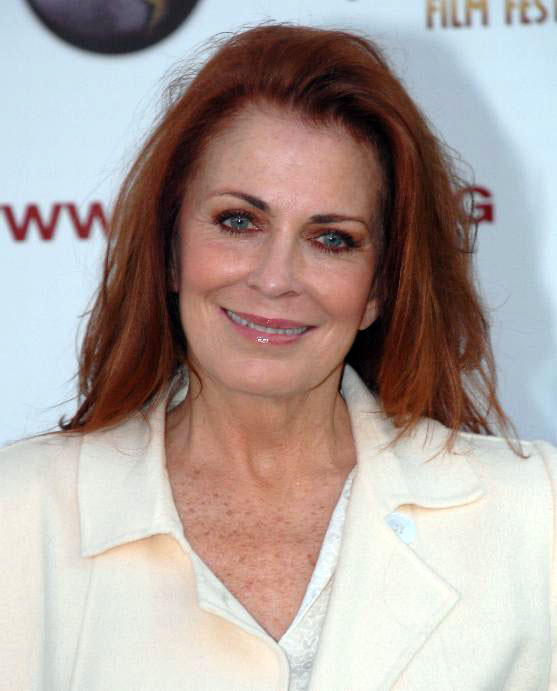
Joanna Cassidy 2007

Joanna Virginia Cassidy, geborene Joanna Virginia Caskey (* 2. August 1945 in Haddonfield, New Jersey) ist eine US-amerikanische Schauspielerin.

## Leben
Joanna Cassidy begann ihre Schauspielkarriere in Fernsehserien wie Kobra, übernehmen Sie und Starsky & Hutch. In Blade Runner spielte sie die Replikantin Zhora an der Seite von Harrison Ford, Rutger Hauer und Daryl Hannah. Im Film Under Fire spielte sie neben Nick Nolte und Gene Hackman und in Außer Kontrolle stand sie neben Keanu Reeves und Morgan Freeman vor der Kamera. Sie verkörperte in einigen Folgen der Serie Star Trek: Enterprise die Mutter von Subcommander T’Pol. Von 1999 bis 2000 besetzte sie die Rolle der Madison Wesley in der Fernsehserie Diagnose: Mord. Von 2001 bis zum Serienende im Jahr 2005 sah man sie in der Fernsehserie Six Feet Under – Gestorben wird immer als Mutter von Brenda Chenowith. Zusammen mit dem Ensemble der Serie wurde Cassidy unter anderem für den Screen Actors Guild Award nominiert und mit mehreren Emmy Awards ausgezeichnet.
Es folgten weitere, zum Teil wiederkehrende Rollen in verschiedenen Fernsehserien. In Boston Legal war sie 2006 in einigen Folgen als Beverly Bridge zu sehen. In der Comedy-Serie Call Me Fitz spielte sie die Mutter der Hauptfigur, Elaine Fitzpatrick. Ebenfalls als Mutter der Hauptfigur ist sie seit 2011 mehrmals in der Krimiserie Body of Proof als Joan Hunt zu sehen gewesen.
Joanna Cassidy war von 1964 bis 1974 mit Kennard C. Kobrin verheiratet, aus der Ehe stammen ihre beiden Kinder.

## Filmografie (Auswahl)
- 1972–1973: Kobra, übernehmen Sie (Mission: Impossible, Fernsehserie, 3 Folgen)
- 1974: Klauen wir gleich die ganze Bank (The Bank Shot)
- 1976: Mr. Universum (Stay Hungry)
- 1977: Die Katze kennt den Mörder (The Late Show)
- 1978: Starsky & Hutch (Starsky and Hutch, Fernsehserie, Folge 4x07)
- 1981: Drei Engel für Charlie (Charlie’s Angels, Fernsehserie, Folge 5x06)
- 1981: Hart aber herzlich (Hart to Hart; Fernsehserie, Folge Ausgebootete Mörder)
- 1982: Blade Runner
- 1983: Under Fire
- 1984: Exit Ausgang ins Nichts (Invitation to Hell)
- 1985: Codename: Foxfire (Code Name: Foxfire, Fernsehserie, 8 Folgen)
- 1986: Club Paradise
- 1987: Das vierte Protokoll (The Fourth Protocol)
- 1988: Falsches Spiel mit Roger Rabbit (Who Framed Roger Rabbit)
- 1988: Die Generation von 1969 (1969)
- 1989: Die Killer-Brigade (The Package)
- 1990: Die Zeit der bunten Vögel (Where the Heart Is)
- 1991: Fast Food Family (Don’t Tell Mom the Babysitter’s Dead)
- 1993: Tommyknockers – Das Monstrum (The Tommyknockers)
- 1995: Vampire in Brooklyn (Wes Craven's Vampire In Brooklyn)
- 1996: Außer Kontrolle (Chain Reaction)
- 1998: Gefährliche Schönheit – Die Kurtisane von Venedig (Dangerous Beauty)
- 1999–2000: Diagnose: Mord (Diagnosis Murder, Fernsehserie, 8 Folgen)
- 2000: The Right Temptation – Mörderische Versuchung (The Right Temptation)
- 2001: Ghosts of Mars
- 2004: Star Trek: Enterprise (Fernsehserie, 2 Folgen)
- 2001–2005: Six Feet Under – Gestorben wird immer (Six Feet Under, Fernsehserie, 21 Folgen)
- 2006: Der Fluch – The Grudge 2 (The Grudge 2)
- 2006: Boston Legal (Fernsehserie, 5 Folgen)
- 2008: Ghost Whisperer – Stimmen aus dem Jenseits (Ghost Whisperer, Fernsehserie, Folge 4x07)
- 2008: Criminal Minds (Fernsehserie, Folge 4x09)
- 2008: In Plain Sight – In der Schusslinie (In Plain Sight, Fernsehserie, Folge 1x03)
- 2009: Desperate Housewives (Fernsehserie, Folge 5x11)
- 2009: For Sale by Owner
- 2009: Hawthorne (Fernsehserie, 4 Folgen)
- 2010: Flying Lessons
- 2010: Anderson’s Cross
- 2010–2011: Call Me Fitz (Fernsehserie, 7 Folgen)
- 2011–2013: Body of Proof (Fernsehserie, 14 Folgen)
- 2011: Carjacked – Jeder hat seine Grenzen (Carjacked)
- 2013: Heaven’s Door
- 2013: Bones – Die Knochenjägerin (Bones, Fernsehserie, 2 Folgen)
- 2015: Visions
- 2015: Too Late
- 2016: Motive (Fernsehserie, 2 Folgen)
- 2019–2021: Navy CIS: New Orleans (NCIS: New Orleans, Fernsehserie, 7 Folgen)
- 2022: The L Word: Generation Q (Fernsehserie, 3 Folgen)